# Doba (miasto w Czadzie)
Doba – miasto w południowym Czadzie, nad rzeką Logone, w regionie Logone Oriental. Około 24 tys. mieszkańców. Obszar miasta jest zagrożony pustynnieniem.